# Foster MacGowan Voorhees
Foster MacGowan Voorhees, född 5 november 1856 i Clinton i New Jersey, död 14 juni 1927, var en amerikansk politiker och guvernör i New Jersey från 1899 till 1902.

## Politisk karriär
Voorhees var medlem av Republikanerna. Han representerade Union County i New Jerseys senat från 1895 till 1898. Som talman i senaten blev han tillförordnad guvernör den 1 februari 1898, när John W. Griggs avgick för att bli federal Attorney General i USA. Han satt kvar till den 18 oktober samma år, då han efterträddes av partikamraten David Ogden Watkins som tillförordnad guvernör. Han ställde upp i valet till guvernör samma höst och vann, sedan tjänstgjorde han som guvernör en hel mandatperiod från den 21 januari 1899 till den 21 januari 1902. Han var delegat för New Jersey till Republikanernas nationella konvent 1900, som hölls i Philadelphia, Pennsylvania. Han efterträddes som guvernör av sin partikamrat Franklin Murphy.
Staden Voorhees Township i New Jersey, Voorhees High School och Voorhees State Park har fått namn efter honom.